# Südheide (gmina)
Südheide – gmina samodzielna (niem. Einheitsgemeinde) w Niemczech, w kraju związkowym Dolna Saksonia, w powiecie Celle. Powstała 1 stycznia 2015 z połączenia dwóch gmin samodzielnych: Hermannsburg oraz Unterlüß, które stały się jej dzielnicami.